# Francesca Civerchia
Francesca Civerchia (nacida el 18 de septiembre de 1977) es una socióloga y política sanmarinense que fue una de las dos capitanes regentes de San Marino desde octubre de 2024 hasta abril de 2025.

## Biografía
Nacida el 18 de septiembre de 1977, Civerchia se graduó en sociología de la salud y más tarde se especializó en comunicación, criminología, adicciones patológicas y discapacidad. Desde el año 2000 ha trabajado como socióloga en el Instituto de la Seguridad Social de San Marino, donde es responsable del servicio de discapacidad y atención residencial.

### Carrera política
Desde 2013, Civerchia ha sido miembro del Partido Demócrata Cristiano Sanmarinense (PDCS).
En las elecciones generales de 2019, fue elegida por el PDCS para el Gran Consejo General de San Marino, siendo reelegida en 2024. En 2021, Civerchia presentó un proyecto de ley, aprobado por una gran mayoría en 2022, para implementar formas de apoyo para mujeres embarazadas solteras y familias monoparentales en graves condiciones sociales y económicas. Fue miembro de la comisión del consejo permanente sobre Higiene y Salud y de la comisión de Asuntos Exteriores, así como de la comisión del consejo de investigación sobre presuntas responsabilidades políticas o compañías de crédito administrativo. Además, fue miembro del Consejo de los Doce y fue jefa de delegación en la Asamblea Parlamentaria del Mediterráneo. Junto con Dalibor Riccardi, fue elegida Capitana Regente para el período del 1 de octubre de 2024 al 1 de abril de 2025.